# Embolomeri
Az Embolomeri a négylábúak (Tetrapoda) főosztályának egyik fosszilis alrendje.

## Tudnivalók

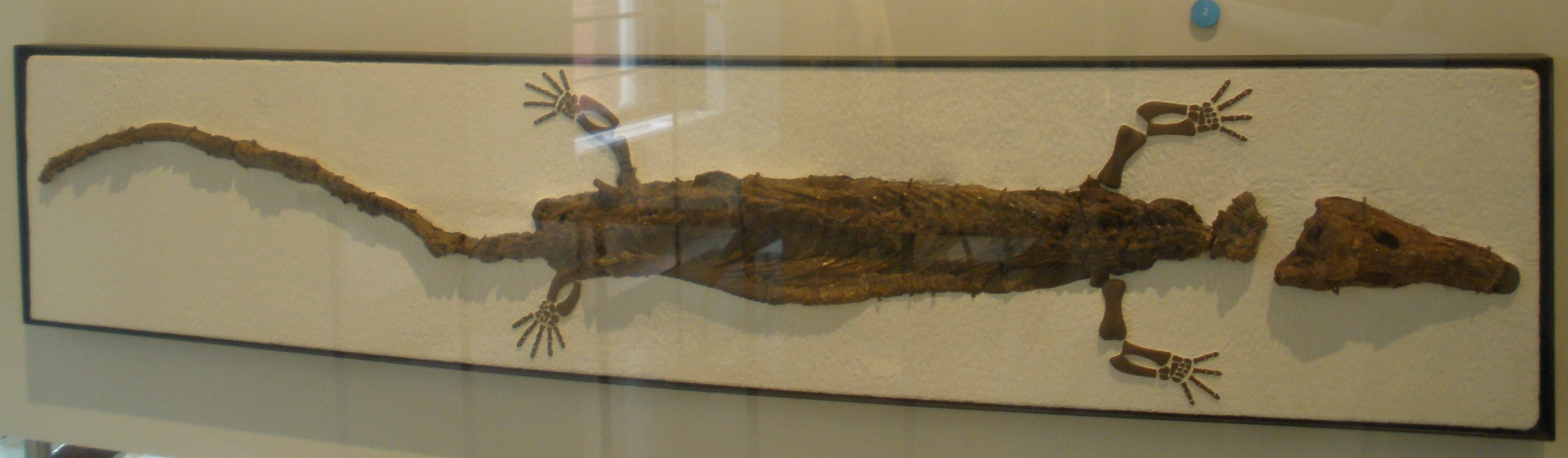
Cricotus crassidens

Az Embolomeri-fajok kétéltűszerű négylábúakból fejlődtek ki. Az első fajok a kora karbonban jelentek meg. Ezek azon kevés állatok között vannak, amelyek átvészelték a perm–triász kihalási eseményt, melynek során a Föld élőlényeinek a kilencven százaléka kihalt, a magzatburkosokon kívül. Az Embolomeri-fajok, csak a kora triász végén pusztultak ki. Minden csigolya közepén két lyuk van: a pleurocentrum és az intercentrum.

## Rendszerezés
Az alrendbe az alábbi családok tartoznak:
- Archeriidae Kuhn, 1965
- Eogyrinidae Watson, 1929
- Proterogyrinidae Romer, 1970